# Поджо Сан Марчело
По̀джо Сан Марчѐло (на италиански: Poggio San Marcello, на местен диалект само Poggio, Поджо) е село и община в Централна Италия, провинция Анкона, регион Марке. Разположено е на 385 m надморска височина. Населението на общината е 704 души (към 2010 г.).